# Business Insider
Business Insider este un site web american specializat pe știri inside din business și tehnologie. Serviciul a fost lansat în februarie 2009, creatorul său fiind fondatorul și ex-CEO DoubleClick - Kevin P. Ryan. Sediul companiei este în New York City. Site-ul oferă și analizeează știri din business, bazându-se pe surse primare. Uneori este citat de agenții ca The New York Times și NPR. În iunie 2012 site-ul a înregistrat o audiență de 5,4 milioane de vizitatori unici.